# Salima Mukansanga
Salima Rhadia Mukansanga (Quigali, 25 de, julho de 1988) é uma árbitra de futebol ruandesa.

## Carreira

### Formação e início
Tem formação pós-graduada em enfermagem e obstetrícia pela Gitwe University. Durante o ensino médio, ela se interessou pelo basquete e depois pela arbitragem no futebol. Ela obteve seu primeiro certificado em arbitragem um ano após o término de seus estudos secundários.

### Atuação profissional
Salima Mukansanga começou sua carreira internacional como árbitra em 2012, primeiro como árbitra assistente e depois como árbitra central. Sua primeira partida internacional como árbitra central foi entre Zâmbia e Tanzânia na qualificação para o Campeonato Africano de Futebol Feminino de 2014. Em seguida, ela se apresentou nos Jogos Africanos de 2015 em Brazzaville, República do Congo. Foi responsável pelo jogo de abertura entre Nigéria e Tanzânia, bem como pela semifinal entre Gana e Costa do Marfim. Ela também intervém, ainda em 2015, na Copa das Nações Femininas do CECAFA, que acontece em Uganda. Em 2016, foi uma das 47 árbitras que participaram da Copa das Nações Africanas Feminina. Ela foi notavelmente responsável pela arbitragem da final, entre Camarões, país anfitrião, e a Nigéria, que resulta em vitória nigeriana por 1-0.
Em 2018, foi árbitra central da Copa do Mundo Feminina Sub-17, no Uruguai, sendo a única árbitra africana nesta competição. Também oficiou partidas da Algarve Cup.
Mukansanga atuou no Campeonato Ruandês de futebol masculino, sendo a única árbitra central feminina no campeonato. Ela é considerada a árbitra mais famosa do país. Em 2019, foi selecionada para atuar como árbitra central na Copa do Mundo Feminina de 2019, que foi realizada na França. Arbitrou a partida entre Suécia e Tailândia. É então selecionada para oficiar o torneio de futebol feminino nos Jogos Olímpicos de Verão de 2020.
Em 2022, ela foi contratada como árbitra central para apitar os jogos masculinos da Copa das Nações Africanas de futebol de 2021, que acontece em Camarões, e foi selecionada com uma das árbitras para a Copa do Mundo masculina de 2022, no Catar, a primeira edição do torneio a contar com árbitras femininas.

### Torneiros
Salima Rhadia Mukansanga arbitrou os nos seguintes torneios:
- Copa de Algarve
- Campeonato feminino sub-20 da CAF de 2017
- Campeonato feminino sub-17 da CAF de 2018
- Copa Mundial Feminina de Futebol Sub-17 de 2018, no Uruguai
- Copa Mundial Feminina de Futebol de 2019, na França

Copa do Mundo Feminina de 2019, na Itália
| Fase          | Data                | Spielort | Heimmannschaft | Gastmannschaft | Ergebnis  |
| ------------- | ------------------- | -------- | -------------- | -------------- | --------- |
| Fase de Grupo | 16 de junho de 2019 | Nice     | Suécia         | Tailândia      | 5:1 (3:0) |

Torneio Olímpico de Futebol de 2020, no Japão
| Fase             | Data                | Spielort | Heimmannschaft | Gastmannschaft | Ergebnis             |
| ---------------- | ------------------- | -------- | -------------- | -------------- | -------------------- |
| Fase de Grupo    | 21 de julho de 2020 | Sapporo  | Reino Unido    | Chile          | 2:0 (1:0)            |
| Fase de Grupo    | 27 de julho de 2020 | Yokohama | Países Baixos  | China          | 8:2 (3:1)            |
| Quartas de final | 30 de julho de 2020 | Kashima  | Reino Unido    | Austrália      | 3:4 n. V. (2:2, 0:1) |

## Reconhecimento
- 2022 - Lista das 100 mulheres mais inspiradoras do mundo, da BBC.[17]